# Lamprosema caradocalis
Lamprosema caradocalis là một loài bướm đêm trong họ Crambidae.